# Zabłądzenie zorganizowanej grupy na stokach Pilska
Zabłądzenie zorganizowanej grupy na stokach Pilska, zwane również wypadkiem na Pilsku, tragedią na Pilsku – zabłądzenie szesnastoosobowej grupy uczniów kaliskiej Szkoły Podstawowej nr 12 (o profilu sportowym ze specjalnością lekkoatletyczną) podczas grupowej wycieczki na szczyt Pilska 27 grudnia 1980. Grupa zabłądziła w trudnych warunkach atmosferycznych i błądziła po stoku od popołudnia do następnego dnia nad ranem, będąc zawrócona na szczyt w ciężkich warunkach atmosferycznych przez słowackiego leśnika. Grupa została znaleziona przez polskiego celnika i czechosłowackiego inżyniera, po czym została przetransportowana do leśniczówki. Wypadku nie przeżyły trzy osoby, najstarsi chłopcy z grupy.

## Przebieg wydarzeń
Uczniowie ze szkoły sportowej z Kalisza przebywali od 22 grudnia na obozie kondycyjnym w Korbielowie. 27 grudnia 16-osobowa grupa młodzieży (5 dziewczynek w wieku 12–14 lat i 11 chłopców w wieku od 14 do 17 lat) pod opieką trenera Krzysztofa Kisiela wybrała się na Halę Miziową. Jeden z nich, Ireneusz Langwerski, był mistrzem Polski juniorów w chodzie na 10 km. Jeszcze przed wyjściem, ze względu na złe samopoczucie, jedna z dziewcząt zrezygnowała z zaprawy i pozostała w ośrodku. Grupa pokonała trasę w 1 godzinę i 15 minut (przy orientacyjnym czasie dojścia 2 godz. 30 min) i osiągnęła Halę Miziową o godz. 11:20. Mimo braku przygotowania (brak ciepłego stroju i obuwia – członkowie grupy mieli na sobie lekkie obuwie sportowe i kurtki, niedostateczne zapasy żywności i ciepłych napojów) trener zgodził się, by młodzież weszła żółtym szlakiem na szczyt Pilska; zdobyto go około godziny 12:00. Następnie w niekorzystnych warunkach atmosferycznych (spadek temperatury i wysoki śnieg) grupa skierowała się w stronę przełęczy Glinne. Pomyliła jednak drogę i zeszła na stronę czechosłowacką, skąd została zawrócona przez czechosłowackiego leśnika na szczyt. Leśnik poinformował ich o polowaniu oraz zagroził karą pieniężną za nielegalne przekroczenie granicy. Według niektórych źródeł również postraszył uczestników wycieczki bronią. W wywiadzie telewizyjnym leśnik oświadczył, że wystraszył się grupy, gdyż „zaszła go od tyłu”.
Trener podjął decyzję powrotu przez Pilsko, na które grupa dotarła około 16:00. Tam zabłądziła ponownie. Nastąpiło dalsze pogorszenie warunków atmosferycznych: temperatura spadła do –12 °C, rozpoczęła się mgła i zadymka śnieżna. Grupa błąkała się w rejonie kopuły szczytowej Pilska do następnego dnia rano i znów zeszła na stronę czechosłowacką; od godziny 21:30 do 4:30 zmarły trzy osoby (drugi zgon nastąpił ok. 23:00). Pomimo że trener walczył o życie dzieci, oddając im ubranie, nie przyniosło to spodziewanych rezultatów. Zdecydował się pozostawić zmarłych na miejscu i dalej szukać drogi. Pierwszy zmarł szesnastoletni Leszek Śledź. Trener i koledzy przez dwie godziny usiłowali reanimować go, rozcierając ramiona i plecy. Po śmierci chłopca trener zdecydował, że grupa pójdzie dalej. Po drodze młodzież śpiewała kolędy, modliła się i robiła co mogła, by nie usnąć. Dwie następne ofiary przed śmiercią zasnęły. Zginęli najstarsi uczestnicy grupy, którzy torowali pozostałym drogę w zaspach i oddali im część swojej odzieży. Ponadto, jak stwierdził biegły sądowy, najstarsi chłopcy zdawali sobie sprawę z grozy sytuacji, stąd szybciej tracili siły. Po 21 godzinach marszu grupa została odnaleziona następnego dnia rano ok. 7:00 przez polskiego celnika Józefa Bolka i czechosłowackiego inżyniera leśnictwa Ludovita Janiaka, którzy udzielili jej pomocy i sprowadzili do Mutnego. Uczestnicy zostali przetransportowani do leśniczówki samochodem Moskwicz w dwóch turach, część z odmrożeniami twarzy, uszu oraz palców u rąk i nóg.

## Akcja ratownicza GOPR
Akcja ratownicza rozpoczęła się o godz. 4:00. Jednym z powodów tak późnego jej rozpoczęcia był brak łączności, przy czym o zaginięciu grupy wiadomo było co najmniej 12 godzin wcześniej. Jednocześnie w nocy zaginionej wycieczki szukało 30 ratowników z Grupy Beskidzkiej GOPR i Wojska Ochrony Pogranicza. Akcją dowodził Adam Kubala, ówczesny naczelnik Grupy Beskidzkiej GOPR.

## Reperkusje

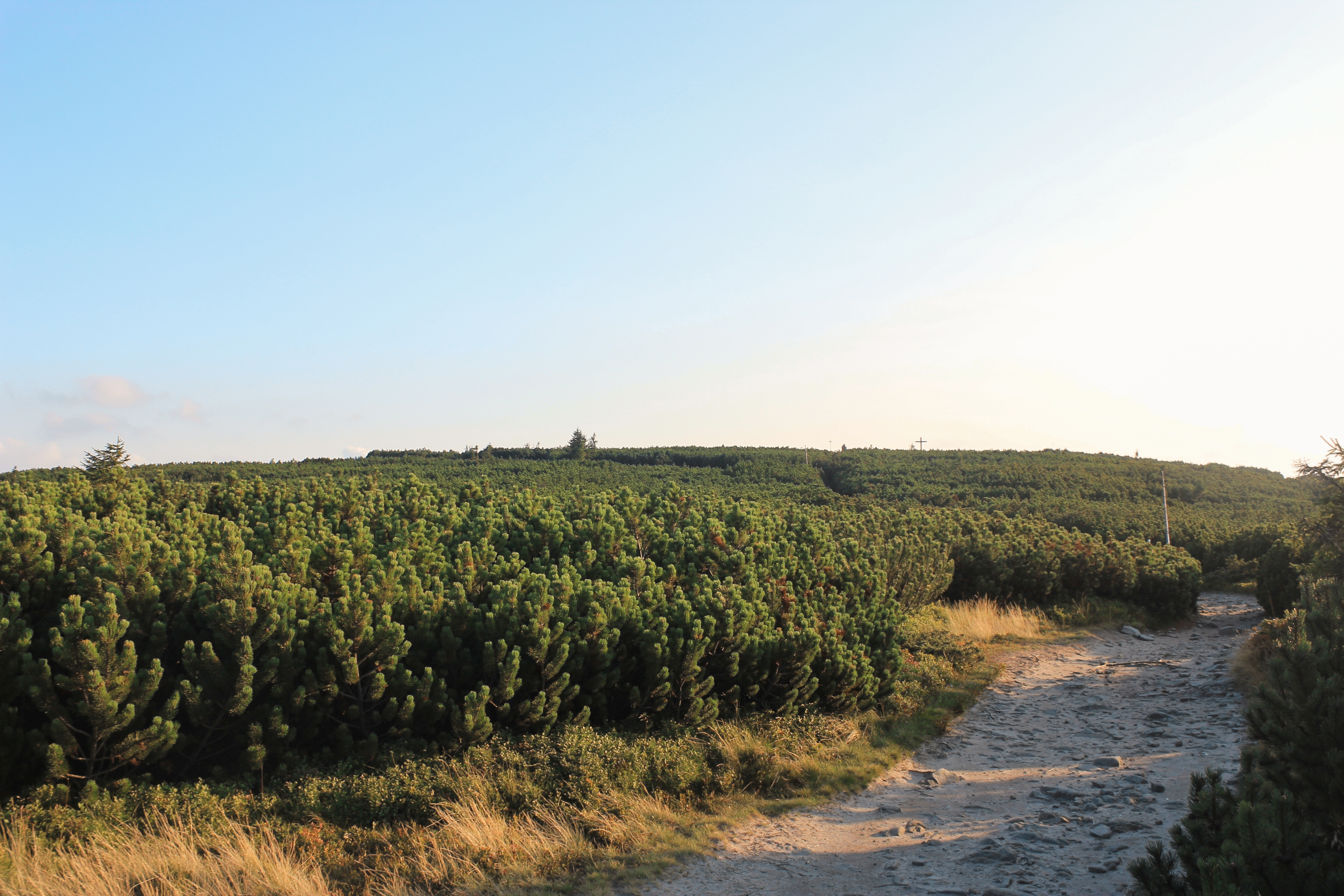
Szczyt Pilska

Wypadek był szeroko relacjonowany i komentowany w prasie. Część komentatorów za tragedię obarczała bezpośrednio trenera, a także klub sportowy „Calisia”. Wskazywano na zaniedbania i wielokrotne złamanie przepisów dotyczących organizacji wycieczek – tak twierdził m.in. Marian Bielecki, naczelnik Grupy Beskidzkiej GOPR. Zgodnie z ówczesnymi przepisami górskie wycieczki piesze powyżej 1000 m n.p.m. mogły być organizowane tylko dla dzieci powyżej 14 lat w okresie od 15 czerwca do 15 września pod opieką przewodnika lub przodownika turystyki górskiej. Część krytyków skupiła się na postawie GOPR-u, który nie dość, że zbyt późno rozpoczął akcję ratunkową, to oskarżał uczestników wycieczki o mówienie nieprawdy. Po wypadku wojewoda bielski na wniosek GOPR wydał zakaz poruszania się zimą w Beskidach powyżej granicy lasu. Komentujący sprawę Jacek Kolbuszewski stwierdził na łamach czasopisma „Wierchy”, że taki wypadek musiał się zdarzyć z uwagi na ówczesny stan turystyki górskiej w kraju, a zarządzenie wojewody skomentował: „W lesie również można się zgubić”. Trener Kisiel został uniewinniony od zarzutu nieumyślnego spowodowania śmierci.

## Ofiary wycieczki
- Ireneusz Langwerski (lat 17)
- Leszek Śledź (lat 16)
- Marek Witczak (lat 14)[3]